# 尤安科斯基

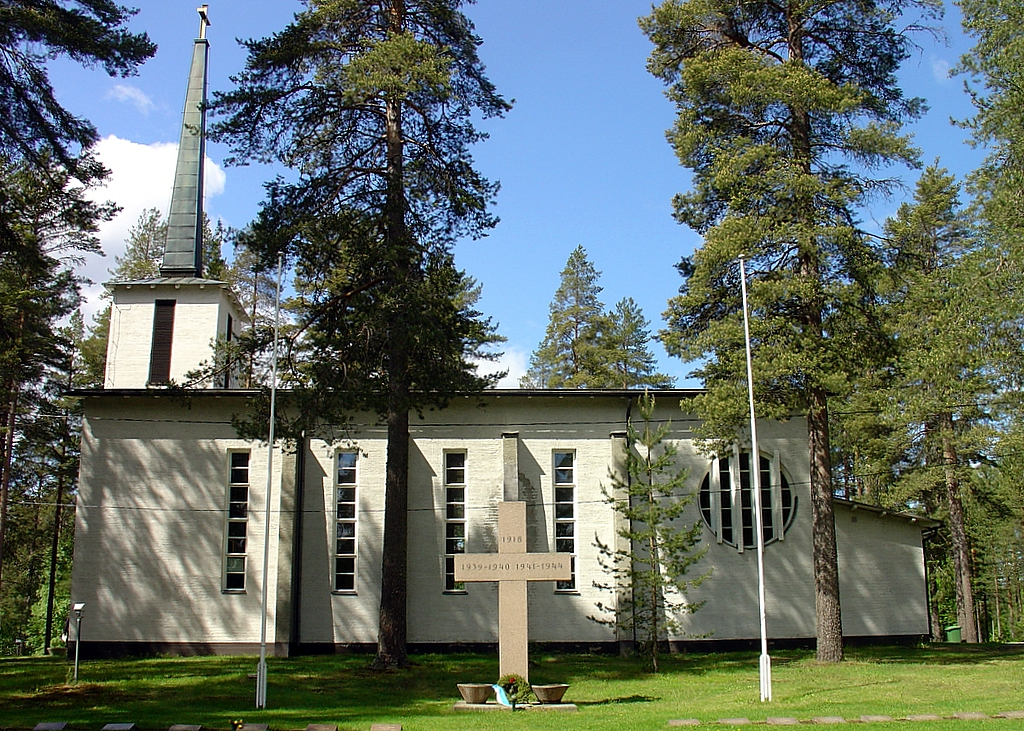
塞于内宁教堂

尤安科斯基（芬蘭語：Juankoski）曾经是芬蘭的一个市镇，位於該國中部，在北薩沃尼亞區内，面積586.29平方公里，鎮上的鐵礦在1746年被發現，2012年人口5,145，其中約99%居民的母語是芬蘭語。2017年1月1日并入库奥皮奥市。

## 外部連結
- 库奥皮奥市官方网站 （页面存档备份，存于） （文） （英文） （俄文）